# Przekopnica mauretańska
Przekopnica mauretańska (łac. Triops mauritanicus) to gatunek przekopnicy zasięgiem występowania obejmujący Hiszpanię i północno-zachodnią Afrykę. Od 1955 do 2006 roku uznawany za podgatunek przekopnicy właściwej.

## Wygląd
Przekopnice mauretańskie posiadają podzielony na segmenty spłaszczony tułów okryty z góry owalnym, zielonym karapaksem. Ze spodu tułowia wychodzą liczne odnóża, natomiast z jego tyłu ogon zakończony widełkami. Osiągają do 12 cm. długości ciała razem z ogonem.

## Tryb życia
Zamieszkują okresowo wysychające zbiorniki wodne. Żyją do 120 dni i żywią się wszystkim, co uda im się znaleźć, głównie detrytusem i mniejszymi zwierzętami.